# 享和
享和是日本的年號之一。在寬政之後、文化之前。指1801年到1804年的期間。這個時代的天皇是光格天皇。江戶幕府的將軍是德川家齊。

## 改元
- 寬政13年2月5日（公元1801年3月19日） 因辛酉革命而改元
- 享和4年2月11日（公元1804年3月22日） 改元為文化

## 出典
出自《文選》的「順乎天而享其運、應乎人而和其義」。

## 享和年間要事

### 逝世
- 3年前野良澤（享年80）

## 西元對照表
| 享和 | 元年   | 2年    | 3年    | 4年    |
| ---- | ------ | ------ | ------ | ------ |
| 西元 | 1801年 | 1802年 | 1803年 | 1804年 |
| 干支 | 辛酉   | 壬戌   | 癸亥   | 甲子   |

## 相關項目
| 前一年號： 寬政 | 日本年號 | 下一年號： 文化 |